# Miloslav Vališ
Miloslav Vališ (* 4. září 1934, Nekmíř) je bývalý český silniční motocyklový závodník.

## Závodní kariéra
V Mistrovství Československa silničních motocyklů startoval v letech 1955–1968. Závodil ve třídě do 175 cm³ na motocyklu ČZ a ve třidě do 250 cm³ na motocyklu Jawa. V celkovém hodnocení skončil nejlépe na 6. místě v roce 1956. V jednotlivém závodu skončil nejlépe v roce 1955 na 3. místě v Brně. V brněnské Velké ceně Československa startoval sedmkrát.

## Úspěchy
- Mistrovství Československa silničních motocyklů – celková klasifikace
  - 1955 do 175 cm³ – 7. místo – ČZ 150 cm³
  - 1956 do 175 cm³ – 6. místo – ČZ
  - 1961 do 175 cm³ – 12. místo – ČZ
  - 1962 do 175 cm³ – 20. místo – ČZ
  - 1964 do 175 cm³ – 10. místo – ČZ
  - 1965 do 175 cm³ – nebodoval
  - 1966 do 250 cm³ – 17. místo – Jawa
  - 1968 do 250 cm³ – nebodoval